# Mara Tremblay
Mara Tremblay (née le 21 juillet 1969 à Hauterive) est une auteure-compositrice-interprète québécoise. Elle a fait partie des groupes Lard Bedaine, Les Maringouins, Les Colocs, Les Frères à ch'val avant d'entreprendre une carrière solo à compter de 1999, avec le lancement de son premier album solo, Le Chihuahua.

## Biographie
Mara Tremblay est née le 21 juillet 1969 à Hauterive, en pleine effervescence planétaire, en même temps que l'être humain s'est déposé sur la Lune pour la première fois. Alors qu'Armstrong prononçait sa fameuse phrase « C'est un petit pas pour l'homme, un pas de géant pour l'humanité », Mara faisait ses premiers pas dans la vie.
Ses premiers pas sur scène, eux, se font derrière une basse, une mandoline, ou un violon, alors qu'elle participe aux projets musicaux de Nanette Workman, Les Colocs, Mononc' Serge, Lhasa de Sela, entre autres. Elle fait aussi partie de certains groupes, Les Maringouins en 1991, puis les Frères à Ch'val en 1994. C'est en 1999 que paraît son premier album solo, Le chihuahua, qui remporte trois Félix. Papillons, son deuxième album, paraît en 2001 et confirme la place unique de l'auteure-compositrice dans le paysage musical québécois. Son troisième album, Les nouvelles lunes, paraît en 2005, puis Tu m'intimides en 2009. Ce dernier sera identifié par plusieurs journalistes spécialisés comme l'un des meilleurs albums de la décennie. Il marquera d'ailleurs un point tournant dans la carrière de l'artiste. En 2014, elle signe À la manière des anges et en 2017, Cassiopée. En 2011, elle fait aussi un saut dans le monde littéraire avec son roman Mon amoureux est une maison d'automne.
Son album Uniquement pour toi est un de ceux qui la rendent la plus fière. Elle nous parle de voyages, de nature, d'amour, d'amitié, d'avoir des enfants adultes qu'on tente toujours de guider, de dignité, de santé mentale et du temps qui passe. Un reflet authentique de ce qu'elle vit.
La musique de Mara Tremblay est caractérisée par son écriture forte, sa poésie, cette façon de mettre des mots sur des instants de vie, des émotions à fleur de peau, et de raconter autant la vulnérabilité que l'intensité.
Est-ce le fait d'avoir pu habiter la maison Socan à Nashville pendant la création de cet album qui le teinte ici et là d'accents country? Plusieurs années de carrière derrière elle, plusieurs années à se réinventer, à se lancer des défis et même à s'imposer des limites, comme ne plus utiliser les mots « amour » ou « chemin », ou de faire attention à certaines sonorités l'ont amenée à vouloir retrouver un peu de liberté. Pendant la création d'Uniquement pour toi, elle s'est débarrassée de ses propres limites et a laissé son inspiration aller là où elle la portait.
« J'ai cessé de vouloir être rebelle. Maintenant, je suis ouverte. » Et ça, c'est un grand pas pour la femme, pour cette femme.
Depuis janvier 2023 Mara Tremblay fait partie du duo Hauterive qu'elle forme avec sa grande amie Catherine Durand. 

## Discographie

### Les Frères à Ch'val
- 1995 : C'pas Grave - Mara au violon, mandoline, percussions, chant.

### Hauterive (avecCatherine Durand (chanteuse))
- Hauterive (2023)

## Récompenses et distinctions
- 9 nominations à l'ADISQ pour l'album Le Chihuahua dont trois Félix : Meilleur vidéoclip pour la chanson Le Teint de Linda (réalisé par Robin Aubert), Album alternatif de l’année et La plus belle pochette (elle est elle-même l’artiste)
- Félix de l’album alternatif de l’année (Le chihuahua) au Gala de l’ADISQ 1999
- Félix du vidéoclip de l’année (Le teint de Linda) au Gala de l’ADISQ 1999
- Félix de la pochette de l’année pour Le chihuahua au Gala de l’ADISQ 1999 (laquelle a été conçue par Mara elle-même)
- Récipiendaire du prix Félix-Leclerc en 2000
- Prix SOCAN de la chanson de l’année pour Les Aurores au Gala des Mimis 2001
- Récipiendaire du prix de l’Album Chanson de l’année au GAMIQ en 2009
- Félix vidéoclip de l’année (Le printemps des amants) au Gala de l’ADISQ 2010
- Prix Gilles Vigneault – SPACQ - 2016
- Prix de l'album de l'année pop au GAMIQ 2020 pour Uniquement pour toi[2]
- Prix de l'album ou EP country de l'année au GAMIQ 2023 avec Hauterive[3]

## Vidéographie
- 1999 : Le Teint de Linda
- 1999 : Le Bateau
- 2000 : Le Chihuahua
- 2002 : La Chinoisse
- 2002 : Elvis
- 2005 : Poussières
- 2009 : Tu n'es pas libre
- 2009 : Toutes les chances
- 2010 : Le Printemps des amants
- 2012 : Les Aurores